# Auguste Bérard
Auguste Bérard (Varrains, 1802 – Parigi, 1846) è stato un medico francese.
Figlio di un medico militare, fu professore di chirurgia all'Università di Parigi. Scrisse con Pierre-Charles Denonvilliers il libro Compendio di chirurgia pratica, considerato uno dei classici della chirurgia. Fu fratello di Pierre Honoré Bérard, a sua volta importante medico.

## Fonti
- Larousse : Grand Dictionnaire Universel du XIX siècle (15 vol. Paris 1863-1890)
- Bouillet et Chassang : Dictionnaire universel d'histoire et de géographie